# Limada

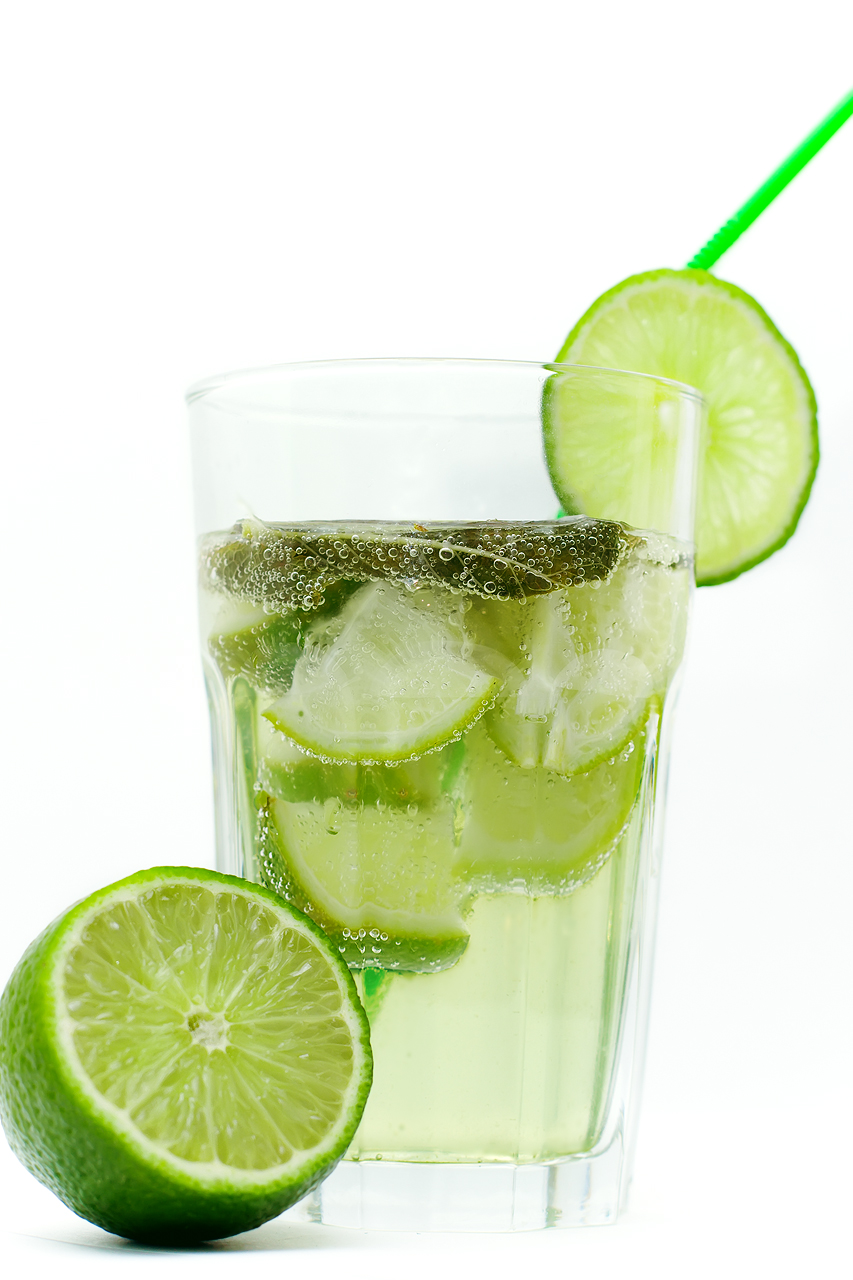
Un vaso de limada.

La limada, limonada o limanada es una bebida similar a la limonada, pero se hace con jugo de lima o sabor(es) de lima en lugar de los del limón. La Rose's lime juice, una bebida concentrada patentada en 1867, es una de las marcas más conocidas. A.G. Barr de Glasgow produce una limada al igual que Newman's Own desde 2004. La mayoría de las empresas de bebidas más importantes ahora ofrecen su propia marca de limada, con Minute Maid incluso introduciendo una bebida de limada de cereza  en respuesta a la popularidad de la limada.
Una versión carbonatada se hace a menudo de 7up mezclada con el jugo de varias limas. Sonic Drive-In utiliza Sprite en lugar de 7up para crear su limada popular.
Es una de las bebidas más populares en la India y Pakistán, y que se conoce como nimbu paani o limbu pani; el limón también se puede utilizar para el nimbu paani.
La limada también está ampliamente disponible en Tailandia y otras partes del sudeste asiático, debido a la abundancia de limas y relativamente pocos limones, porque los limones no son una especie nativa.